# إدوارد كوكويتي

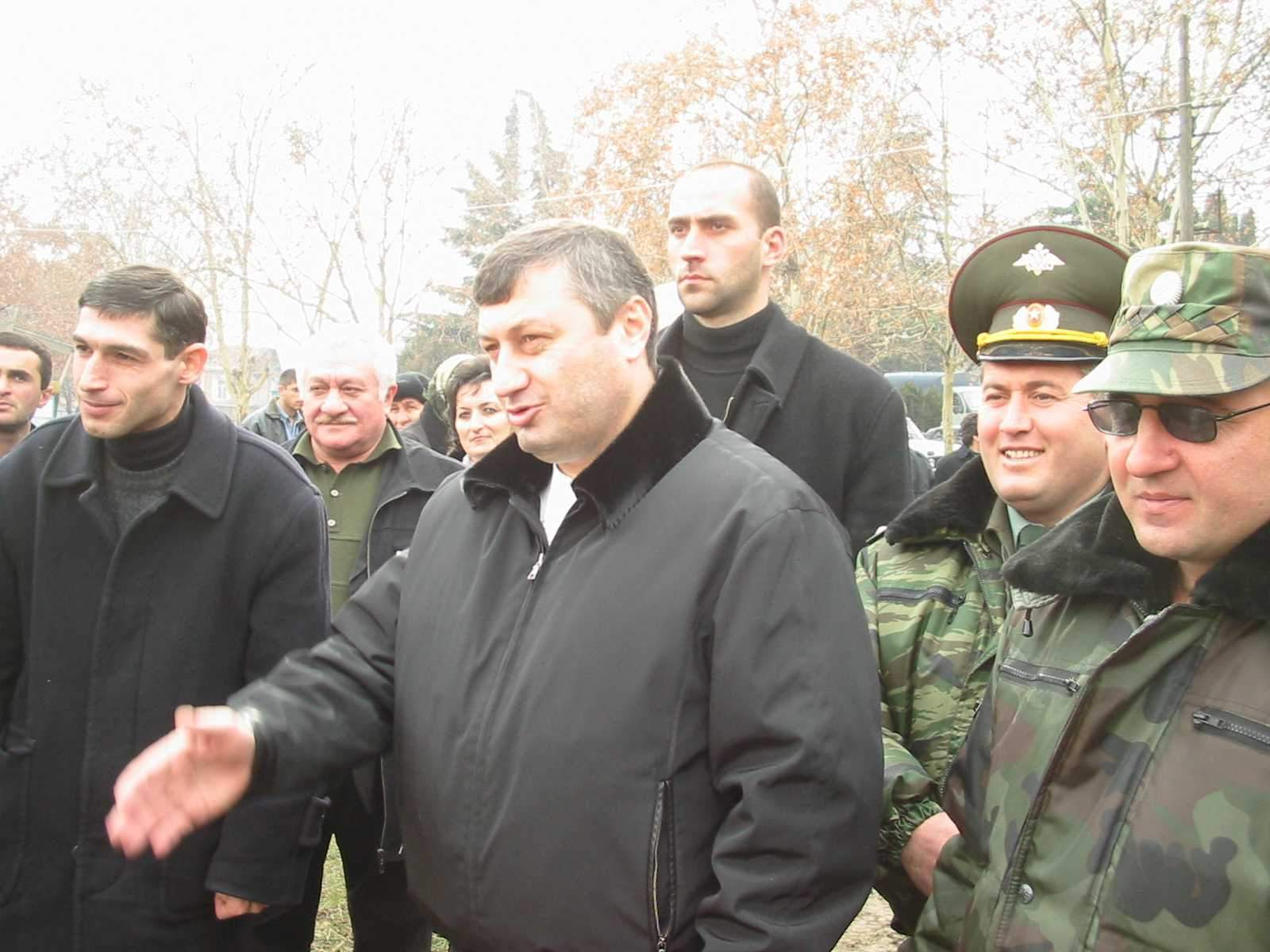
إدوارد كوكويتي (في الوسط)

إدوارد كوكويتي (31 أكتوبر 1964 في تسخينفالي) هو الرئيس الأسبق لدولة أوسيتيا الجنوبية مند الاستقلال، ويرتبط بعلاقات وثيقة مع روسيا الحليف الأولى لأوسيتيا الجنوبية.